# Volta Ciclista a Catalunya 2002
La Volta Ciclista a Catalunya 2002, ottantaduesima edizione della corsa, si svolse in sette tappe dal 17 al 23 giugno 2002, per un percorso totale di 716,4 km con partenza da Sant Jaume d'Enveja e arrivo a Barcellona. La vittoria fu appannaggio dello spagnolo Roberto Heras, che completò il percorso in 17h27'20", precedendo i connazionali Aitor Garmendia e Luis Pérez Rodríguez. 
I corridori che partirono da Sant Jaume d'Enveja furono 126, mentre coloro che tagliarono il traguardo di Barcellona furono 97.

## Tappe
| Tappa  | Data      | Percorso                                      | km    | Vincitore di tappa   | Leader cl. generale |
| ------ | --------- | --------------------------------------------- | ----- | -------------------- | ------------------- |
| 1ª     | 17 giugno | Sant Jaume d'Enveja > Deltebre (cronosquadre) | 30,9  | US Postal Service    | Tom Boonen          |
| 2ª     | 18 giugno | La Sénia > Les Borges Blanques                | 182,9 | Danilo Hondo         | George Hincapie     |
| 3ª     | 19 giugno | Taüll (cron. individuale)                     | 10,8  | Aitor Garmendia      | Roberto Heras       |
| 4ª     | 20 giugno | Barruera > Vallnord (AND)                     | 54,5  | José Antonio Garrido | Roberto Heras       |
| 5ª     | 21 giugno | Andorra la Vella (AND) > Llívia               | 141,3 | José Manuel Maestre  | Roberto Heras       |
| 6ª     | 22 giugno | Llívia > Montcada i Reixac                    | 180,1 | Tom Steels           | Roberto Heras       |
| 7ª     | 23 giugno | Montcada i Reixac > Barcellona                | 115,9 | Dmitrij Fofonov      | Roberto Heras       |
| Totale | Totale    | Totale                                        | 716,4 |                      |                     |

## Squadre e corridori partecipanti
| N.    | Cod. | Squadra            |
| ----- | ---- | ------------------ |
| 1-8   | ONE  | O.N.C.E.-Eroski    |
| 11-18 | COA  | Team Coast         |
| 21-28 | KEL  | Kelme-Costa Blanca |
| 31-37 | FAS  | Fassa Bortolo      |
| 41-48 | BAN  | iBanesto.com       |
| 51-58 | MAP  | Mapei-Quick Step   |
| 61-68 | USP  | US Postal Service  |
| 71-78 | REL  | Relax-Fuenlabrada  |

| N.      | Cod. | Squadra                  |
| ------- | ---- | ------------------------ |
| 81-88   | TEL  | Team Telekom             |
| 91-98   | LOT  | Lotto-Adecco             |
| 101-107 | EUS  | Euskaltel-Euskadi        |
| 111-118 | COF  | Cofidis                  |
| 121-128 | LAM  | Lampre-Daikin            |
| 131-138 | JAZ  | Jazztel-Costa De Almeria |
| 141-148 | ALS  | Alessio-Bianchi          |
| 151-158 | ITE  | Itera                    |

## Dettagli delle tappe

### 1ª tappa
- 17 giugno: Sant Jaume d'Enveja > Deltebre – Cronometro a squadre – 30,9 km

Risultati
| Pos. | Squadra           | Tempo  |
| ---- | ----------------- | ------ |
| 1    | US Postal Service | 34'36" |
| 2    | O.N.C.E.-Eroski   | a 3"   |
| 3    | Mapei-Quick Step  | a 10"  |

| Pos. | Corridore       | Squadra   | Tempo  |
| ---- | --------------- | --------- | ------ |
| 1    | Tom Boonen      | US Postal | 34'36" |
| 2    | George Hincapie | US Postal | s.t.   |
| 3    | Michael Barry   | US Postal | s.t.   |

### 2ª tappa
- 18 giugno: La Sénia > Les Borges Blanques – 182,9 km

Risultati
| Pos. | Corridore    | Squadra  | Tempo    |
| ---- | ------------ | -------- | -------- |
| 1    | Danilo Hondo | Rabobank | 4h35'05" |
| 2    | Óscar Freire | Mapei    | s.t.     |
| 3    | Andrea Tafi  | Mapei    | s.t.     |

| Pos. | Corridore        | Squadra         | Tempo    |
| ---- | ---------------- | --------------- | -------- |
| 1    | George Hincapie  | US Postal       | 5h09'41" |
| 2    | Roberto Heras    | US Postal       | s.t.     |
| 3    | Xavier Florencio | O.N.C.E.-Eroski | s.t.     |

### 3ª tappa
- 19 giugno: Taüll (cron. individuale) – 10,8 km

Risultati
| Pos. | Corridore        | Squadra    | Tempo  |
| ---- | ---------------- | ---------- | ------ |
| 1    | Aitor Garmendia  | Team Coast | 22'16" |
| 2    | Roberto Heras    | US Postal  | a 6"   |
| 3    | Raimondas Rumšas | Lampre     | a 18"  |

| Pos. | Corridore        | Squadra    | Tempo    |
| ---- | ---------------- | ---------- | -------- |
| 1    | Roberto Heras    | US Postal  | 5h32'03" |
| 2    | Aitor Garmendia  | Team Coast | a 15"    |
| 3    | Raimondas Rumšas | Lampre     | a 37"    |

### 4ª tappa
- 20 giugno: Barruera > Vallnord (AND) – 54,5 km

Risultati
| Pos. | Corridore            | Squadra    | Tempo    |
| ---- | -------------------- | ---------- | -------- |
| 1    | José Antonio Garrido | Jazztel    | 1h39'23" |
| 2    | Luis Pérez Rodríguez | Team Coast | s.t.     |
| 3    | Fernando Escartín    | Team Coast | a 28"    |

| Pos. | Corridore            | Squadra    | Tempo    |
| ---- | -------------------- | ---------- | -------- |
| 1    | Roberto Heras        | US Postal  | 7h11'56" |
| 2    | Aitor Garmendia      | Team Coast | a 31"    |
| 3    | Luis Pérez Rodríguez | Team Coast | a 44"    |

### 5ª tappa
- 21 giugno: Andorra la Vella (AND) > Llívia – 141,3 km

Risultati
| Pos. | Corridore           | Squadra    | Tempo    |
| ---- | ------------------- | ---------- | -------- |
| 1    | José Manuel Maestre | Relax-F.   | 3h20'06" |
| 2    | Alejandro Valverde  | Kelme      | a 26"    |
| 3    | Fernando Escartín   | Team Coast | s.t.     |

| Pos. | Corridore            | Squadra    | Tempo     |
| ---- | -------------------- | ---------- | --------- |
| 1    | Roberto Heras        | US Postal  | 10h32'28" |
| 2    | Aitor Garmendia      | Team Coast | a 31"     |
| 3    | Luis Pérez Rodríguez | Team Coast | a 44"     |

### 6ª tappa
- 22 giugno: Llívia > Montcada i Reixac – 180,1 km

Risultati
| Pos. | Corridore     | Squadra       | Tempo    |
| ---- | ------------- | ------------- | -------- |
| 1    | Tom Steels    | Mapei         | 4h10'40" |
| 2    | Robbie McEwen | Lotto         | s.t.     |
| 3    | Fabio Baldato | Fassa Bortolo | s.t.     |

| Pos. | Corridore            | Squadra    | Tempo     |
| ---- | -------------------- | ---------- | --------- |
| 1    | Roberto Heras        | US Postal  | 14h43'08" |
| 2    | Aitor Garmendia      | Team Coast | a 31"     |
| 3    | Luis Pérez Rodríguez | Team Coast | a 44"     |

### 7ª tappa
- 23 giugno: Montcada i Reixac > Barcellona – 115,9 km

Risultati
| Pos. | Corridore                | Squadra      | Tempo    |
| ---- | ------------------------ | ------------ | -------- |
| 1    | Dmitrij Fofonov          | Cofidis      | 2h44'12" |
| 2    | Javier Pascual Rodríguez | iBanesto.com | s.t.     |
| 3    | Raimondas Rumšas         | Lampre       | s.t.     |

| Pos. | Corridore            | Squadra    | Tempo     |
| ---- | -------------------- | ---------- | --------- |
| 1    | Roberto Heras        | US Postal  | 17h27'20" |
| 2    | Aitor Garmendia      | Team Coast | a 31"     |
| 3    | Luis Pérez Rodríguez | Team Coast | a 44"     |

## Classifiche finali

### Classifica generale
| Pos. | Corridore            | Squadra                  | Tempo     |
| ---- | -------------------- | ------------------------ | --------- |
| 1    | Roberto Heras        | US Postal                | 17h27'20" |
| 2    | Aitor Garmendia      | Team Coast               | a 31"     |
| 3    | Luis Pérez Rodríguez | Team Coast               | a 44"     |
| 4    | Mikel Zarrabeitia    | O.N.C.E.-Eroski          | a 51"     |
| 5    | Fernando Escartín    | Team Coast               | a 1'00"   |
| 6    | Leonardo Piepoli     | iBanesto.com             | a 1'04"   |
| 7    | David Plaza          | Team Coast               | a 1'38"   |
| 8    | Francisco Mancebo    | iBanesto.com             | a 1'47"   |
| 9    | Benjamín Noval       | Relax-Fuenlabrada        | a 1'48"   |
| 10   | José Antonio Garrido | Jazztel-Costa de Almeria | a 1'51"   |

### Classifica a punti
| Pos. | Corridore            | Squadra                  | Punti |
| ---- | -------------------- | ------------------------ | ----- |
| 1    | Benjamín Noval       | Relax-Fuenlabrada        | 54    |
| 2    | Fernando Escartín    | Team Coast               | 53    |
| 3    | José Antonio Garrido | Jazztel-Costa de Almeria | 48    |

### Classifica scalatori
| Pos. | Corridore            | Squadra                  | Punti |
| ---- | -------------------- | ------------------------ | ----- |
| 1    | José Antonio Garrido | Jazztel-Costa de Almeria | 78    |
| 2    | Juan Antonio Flecha  | iBanesto.com             | 39    |
| 3    | Roberto Heras        | US Postal                | 39    |

### Classifica sprint
| Pos. | Corridore        | Squadra                  | Punti |
| ---- | ---------------- | ------------------------ | ----- |
| 1    | Carles Torrent   | Jazztel-Costa de Almeria | 10    |
| 2    | Nicola Loda      | Fassa Bortolo            | 10    |
| 3    | Thierry Marichal | Lotto-Adecco             | 8     |

### Classifica squadre
| Pos. | Squadra           | Tempo     |
| ---- | ----------------- | --------- |
| 1    | Team Coast        | 52h24'11" |
| 2    | iBanesto.com      | a 3'08"   |
| 3    | Relax-Fuenlabrada | a 6'30"   |